# Elk (Washington)
Elk es un área no incorporada ubicada en el condado de Spokane en el estado estadounidense de Washington.

## Geografía
Elk se encuentra ubicado en las coordenadas 47°21′8″N 117°16′32″O / 47.35222, -117.27556.